# Huangmaojian
Huangmaojian är ett berg i Kina.   Det ligger i provinsen Zhejiang, i den östra delen av landet, omkring 280 kilometer söder om provinshuvudstaden Hangzhou. Toppen på Huangmaojian är 1 930 meter över havet. Huangmaojian ingår i Donggong Shan.
Huangmaojian är den högsta punkten i trakten. Runt Huangmaojian är det ganska tätbefolkat, med 86 invånare per kvadratkilometer. Närmaste större samhälle är Longnan, 11,7 km öster om Huangmaojian. I omgivningarna runt Huangmaojian växer i huvudsak blandskog.
Genomsnittlig årsnederbörd är 2 342 millimeter. Den regnigaste månaden är juni, med i genomsnitt 422 mm nederbörd, och den torraste är oktober, med 61 mm nederbörd.